# موتور وی۱۲

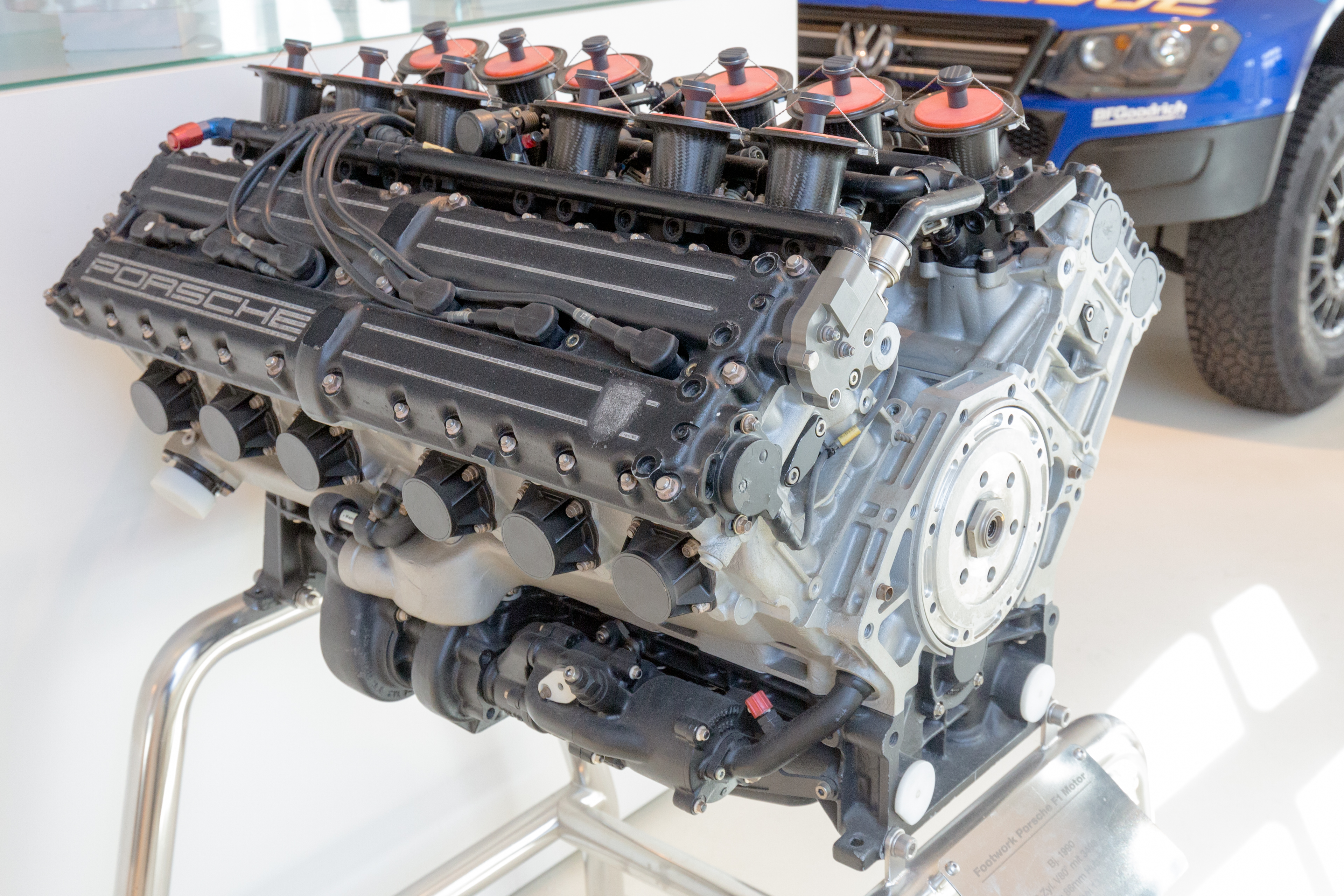
پیشرانه پورشه ۳۵۱۲ فرمول یک ۱۹۹۱

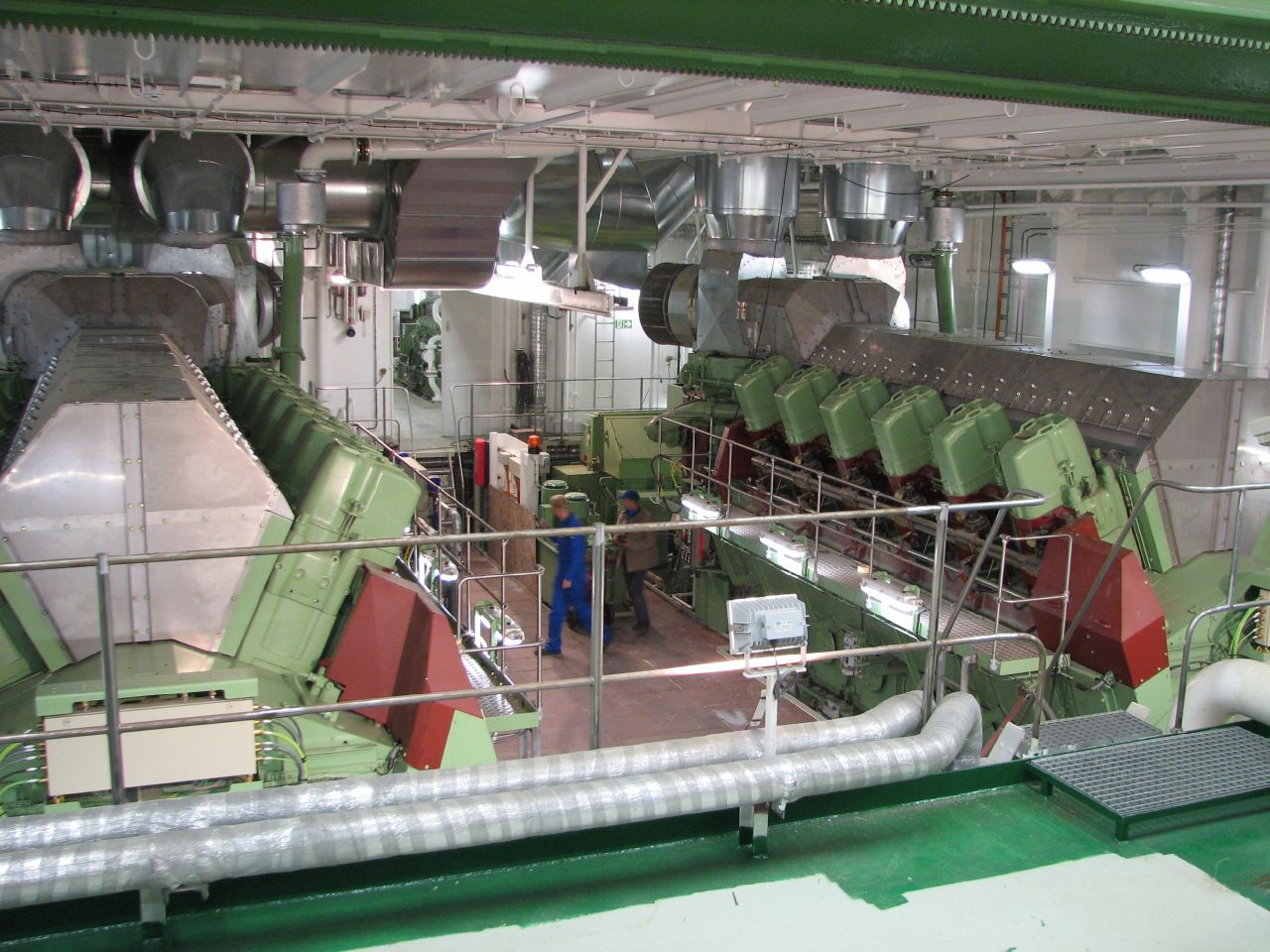
دو موتور دریایی بزرگ وی۱۲

یک موتور وی۱۲ یک موتور پیستونی ۱۲ سیلندر است که ترکیبی از دو موتور شش سیلندر خطی است که توسط یک میل‌لنگ به هم ارتباط یافته و یک موتور وی‌شکل را شکل داده‌اند. این گونه موتور در خودروسازی، از موتور وی۸ کمتر رایج است این موتور در خودروهای ایتالیایی،فرانسوی و آلمانی وجود دارد.موتور L539 در لامبورگینی نیز موتور وی12 است.